# Kyle Gibson
Kyle Benjamin Gibson (Los Angeles, 22 maggio 1987) è un cestista statunitense.

## Carriera
Ha iniziato a muovere i primi passi nella Dorsey High School Dons, sotto la guida di suo padre Arthur Gibson, conquistando tre titoli cittadini consecutivi, con medie nel suo anno senior di 23 punti, 8 rimbalzi e 4 assist.
Passato poi nel 2006 ai Bulldogs della Louisiana Tech University, ha visto crescere sempre di più le sue statistiche, concludendo l'ultimo anno a medie di 18 punti, 4 rimbalzi e 3 assist, segnando un career high di 32 punti nella vittoria contro Fresno State.
Non è stato scelto al Draft NBA 2010, ma ha preso parte alla NBA Summer League con la maglia dei Miami Heat, senza mai scendere in campo a causa di una lesione alla spalla sinistra riportata in allenamento. Rientrato a pieno ritmo a gennaio 2011, si scontra con un giocatore durante una partita tra amici lesionandosi anche la spalla destra.
A metà giugno può ricominciare a giocare ma viene tagliato dagli Iowa Energy prima di cominciare la stagione 2011-2012; successivamente viene acquistato dai Canton Charge in D-League, dove chiude la prima stagione a 9,9 punti, 4 rimbalzi e 1,5 assist; nei playoff arriva a 18,8 punti, 4,3 rimbalzi e 2 assist di media nelle 6 partite disputate.
Confermato anche nella stagione 2012-13, Gibson gioca 44 partite a medie di 16,6 punti, 3,3 rimbalzi e 3,6 assist, prima di lesionarsi lo scafoide del polso destro in marzo durante un allenamento e saltando la restante parte di stagione compresi i playoff. Prende parte poi alla NBA Summer League 2013 con la maglia dei Chicago Bulls.
Viene ingaggiato per la stagione 2013-14 da Pistoia in Serie A.

## Statistiche

### NCAA
| Stagione | Squadra                   | Competizione    | Partite | Partite | Partite | Statistiche tiro | Statistiche tiro | Statistiche tiro | Altre statistiche | Altre statistiche | Altre statistiche | Altre statistiche | Altre statistiche |
| Stagione | Squadra                   | Competizione    | Pres.   | Titol.  | Minuti  | Tiri da 2        | Tiri da 3        | Liberi           | Rimb.             | Assist            | Rubate            | Stopp.            | Punti             |
| --- | ------------------------- | --------------- | ------- | ------- | ------- | ---------------- | ---------------- | ---------------- | ----------------- | ----------------- | ----------------- | ----------------- | ----------------- |
| 2006-2007 | Louisiana Tech University | NCAA            | 21      | ?       | ?       | 29/96            | 15/57            | 21/32            | 33                | 13                | 5                 | 1                 | 94                |
| 2007-2008 | Louisiana Tech University | NCAA            | 30      | ?       | ?       | 162/386          | 65/164           | 107/144          | 149               | 39                | 33                | 9                 | 496               |
| 2008-2009 | Louisiana Tech University | NCAA            | 32      | ?       | ?       | 154/343          | 76/17            | 132/180          | 115               | 88                | 33                | 6                 | 516               |
| 2009-2010 | Louisiana Tech University | NCAA            | 31      | ?       | 1.065   | 163/411          | 61/186           | 184/219          | 120               | 94                | 28                | 2                 | 571               |
| Totale carriera | Totale carriera           | Totale carriera | 114     | ?       | ?       | 508/1236         | 217/582          | 444/575          | 417               | 234               | 99                | 18                | 1677              |
| Nota: per la NBA, la WNBA e la NCAA, la colonna "Tiri da 2" comprende la somma dei tiri dal campo (tiri da 2 + tiri da 3). |                           |                 |         |         |         |                  |                  |                  |                   |                   |                   |                   |                   |

### Serie A
| Stagione        | Squadra                     | Competizione    | Partite | Partite | Partite | Statistiche tiro | Statistiche tiro | Statistiche tiro | Altre statistiche | Altre statistiche | Altre statistiche | Altre statistiche | Altre statistiche |
| Stagione        | Squadra                     | Competizione    | Pres.   | Titol.  | Minuti  | Tiri da 2        | Tiri da 3        | Liberi           | Rimb.             | Assist            | Rubate            | Stopp.            | Punti             |
| --------------- | --------------------------- | --------------- | ------- | ------- | ------- | ---------------- | ---------------- | ---------------- | ----------------- | ----------------- | ----------------- | ----------------- | ----------------- |
| 2013-2014       | Gruppo Giorgio Tesi Pistoia | Serie A         | 30      | 29      | 980     | 75/186           | 63/177           | 86/96            | 82                | 51                | 4                 | 2                 | 425               |
| 2014-2015       | Acea Virtus Roma            | Serie A         | 1       | 1       | 29      | 2/6              | 4/10             | 5/6              | 1                 | 0                 | 1                 | 1                 | 21                |
| Totale carriera | Totale carriera             | Totale carriera | 31      | 30      | 1009    | 77/192           | 67/187           | 91/102           | 83                | 51                | 5                 | 3                 | 446               |

### Eurocup
| Stagione        | Squadra          | Competizione    | Partite | Partite | Partite | Statistiche tiro | Statistiche tiro | Statistiche tiro | Altre statistiche | Altre statistiche | Altre statistiche | Altre statistiche | Altre statistiche |
| Stagione        | Squadra          | Competizione    | Pres.   | Titol.  | Minuti  | Tiri da 2        | Tiri da 3        | Liberi           | Rimb.             | Assist            | Rubate            | Stopp.            | Punti             |
| --------------- | ---------------- | --------------- | ------- | ------- | ------- | ---------------- | ---------------- | ---------------- | ----------------- | ----------------- | ----------------- | ----------------- | ----------------- |
| 2014-2015       | Acea Virtus Roma | Eurocup         | 1       | 1       | 27      | 2/4              | 4/7              | 0/0              | 4                 | 1                 | 1                 | 0                 | 16                |
| Totale carriera | Totale carriera  | Totale carriera | 1       | 1       | 27      | 2/4              | 4/7              | 0/0              | 4                 | 1                 | 1                 | 0                 | 16                |

## Palmarès
- Campionato belga: 1

Ostenda: 2015-16
- Coppa del Montenegro: 1

Budućnost: 2018
- Lega Adriatica: 1

Budućnost: 2017-18